# المار تپ
المار تپ (استونیایی: Elmar Tepp; ۳۰ آوریل ۱۹۱۳ – ۱۱ مهٔ ۱۹۴۳) بازیکن فوتبال اهل استونی بود.
از باشگاه‌هایی که در آن بازی کرده‌است می‌توان به اشاره کرد.
وی همچنین در تیم ملی فوتبال استونی بازی کرده‌است.